# Drum național 79A
Der Drum național DN 79A (rumänisch für „Nationalstraße 79A“, kurz DN79A) ist eine Nationalstraße in Rumänien. Sie bildet eine weniger befahrene Verbindung nach Ungarn.

## Verlauf
Die Straße zweigt in Vârfurile in westnordwestlicher Richtung von der Drum național 76 (Europastraße 79) ab und folgt im Wesentlichen dem Verlauf der Crișul Alb (Weißen Kreisch), die zunächst ein Tal in den Mittelgebirgen (nördlich dem Codru Moma-Gebirge, südlich den Munții Zarandului) bildet, später aber durch die flache Pannonische Tiefebene fließt. Sie führt dabei durch Gurahonț und weiter durch die Stadt Ineu und kreuzt in Chișineu-Criș die Europastraße 671 (zugleich Drum național 79). Von dort aus führt sie weiter zur rumänisch-ungarischen Grenze in Vărșand und in Ungarn weiter als Hauptstraße 44-es főút über Gyula nach Kecskemét.
Die Länge der Straße beträgt 127 Kilometer.